# Thomomys umbrinus
La tuza (Thomomys umbrinus) es una especie de roedor de la familia Geomyidae. Varía mucho en la talla, detalles de su cráneo y su color. Se ha considerado que es un complejo de subespecies que habita desde el sur de Estados Unidos hasta el Eje Neovolcánico en México.
Actualmente se considera que existen tres clados o grupos: uno que habita desde Arizona a Nuevo México, el segundo que habita desde Nuevo México a Chihuahua y Durango, y el tercero que habita desde el centro-norte de Durango hasta el cinturón volcánico transmexicano. Se alimenta tanto debajo como en la superficie del suelo. Sus depredadores incluyen búhos, halcones, serpientes, linces, coyotes, comadrejas y tejones.